# Castrelo de Miño
Castrelo de Miño és un municipi de la província d'Ourense a Galícia. Pertany a la Comarca do Ribeiro. Limita a l'oest amb Ribadavia, al nord amb Cenlle, a l'est amb Toén, i al sud amb Cartelle i A Arnoia.
| 4.378 | 4.845 | 4.951 | 5.508 | 2.044 |
| Fonts: INE i IGE (Els criteris de registre censal variaren i les dades de l'INE i de l'IGE poden no coincidir.) |       |       |       |       |

## Parròquies
- Astariz (Santa María)
- Barral (Nosa Sra. das Neves)
- Castrelo de Miño (Santa María)
- Macendo (Santa María)
- Ponte Castrelo (Santo Estevo)
- Prado de Miño (Santa María)
- Vide de Miño (San Salvador)